# Caraman, Haute-Garonne
Caraman là một xã thuộc tỉnh Haute-Garonne trong vùng Occitanie ở tây nam nước Pháp. Xã nằm ở khu vực có độ cao trung bình 275 mét trên mực nước biển.

## Di tích

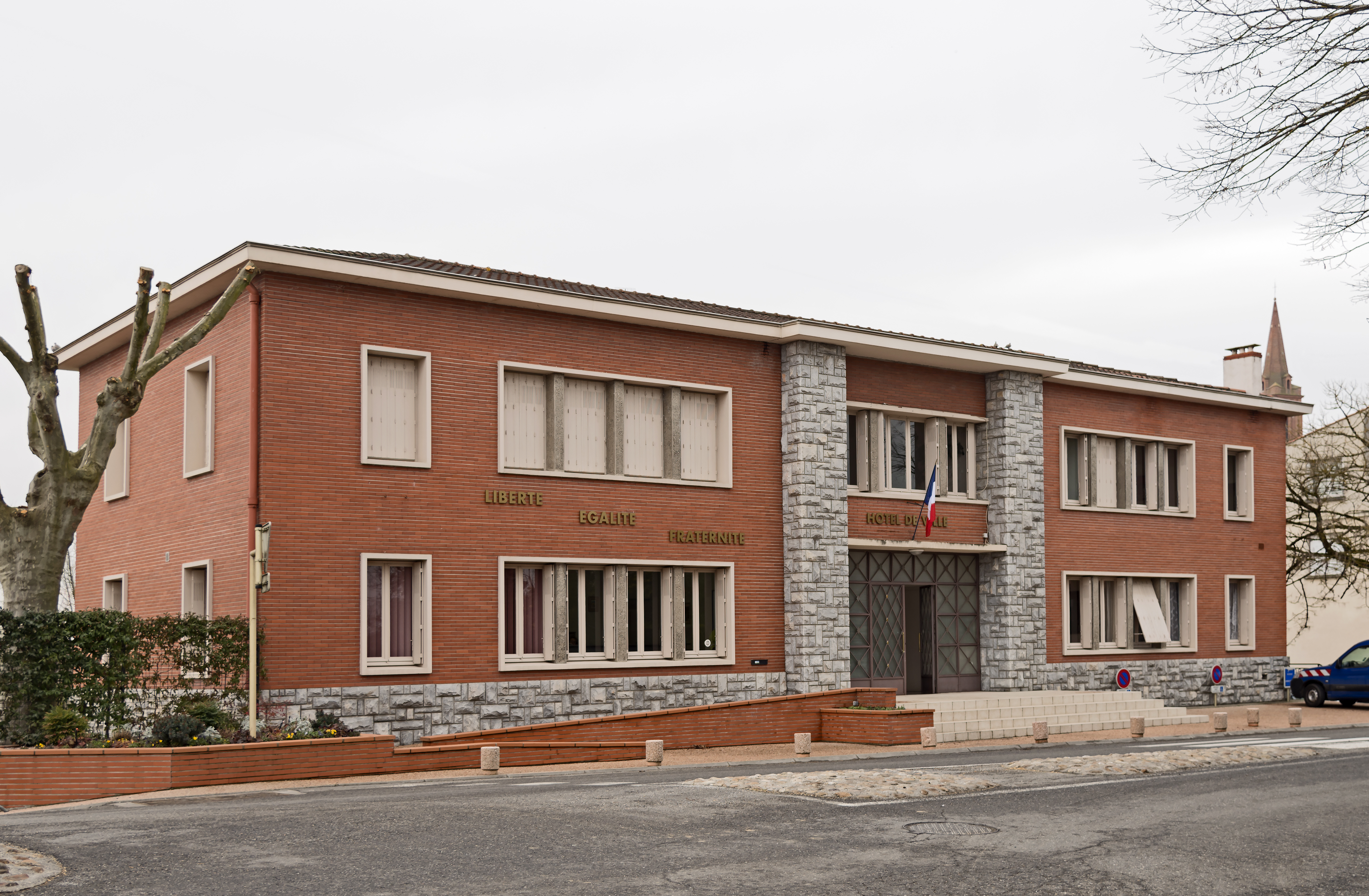
Tòa thị chính
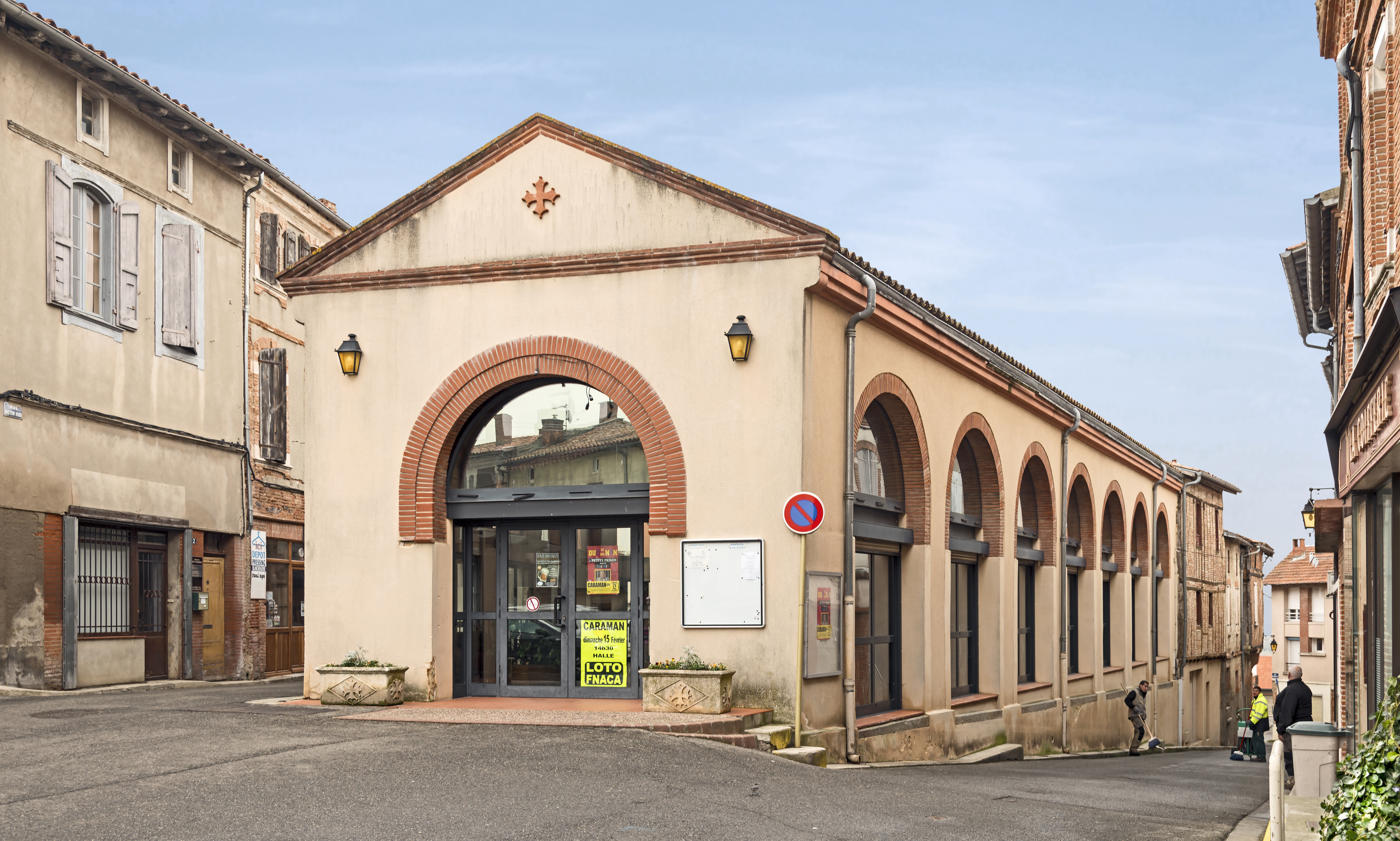
Thị trường bảo hiểm
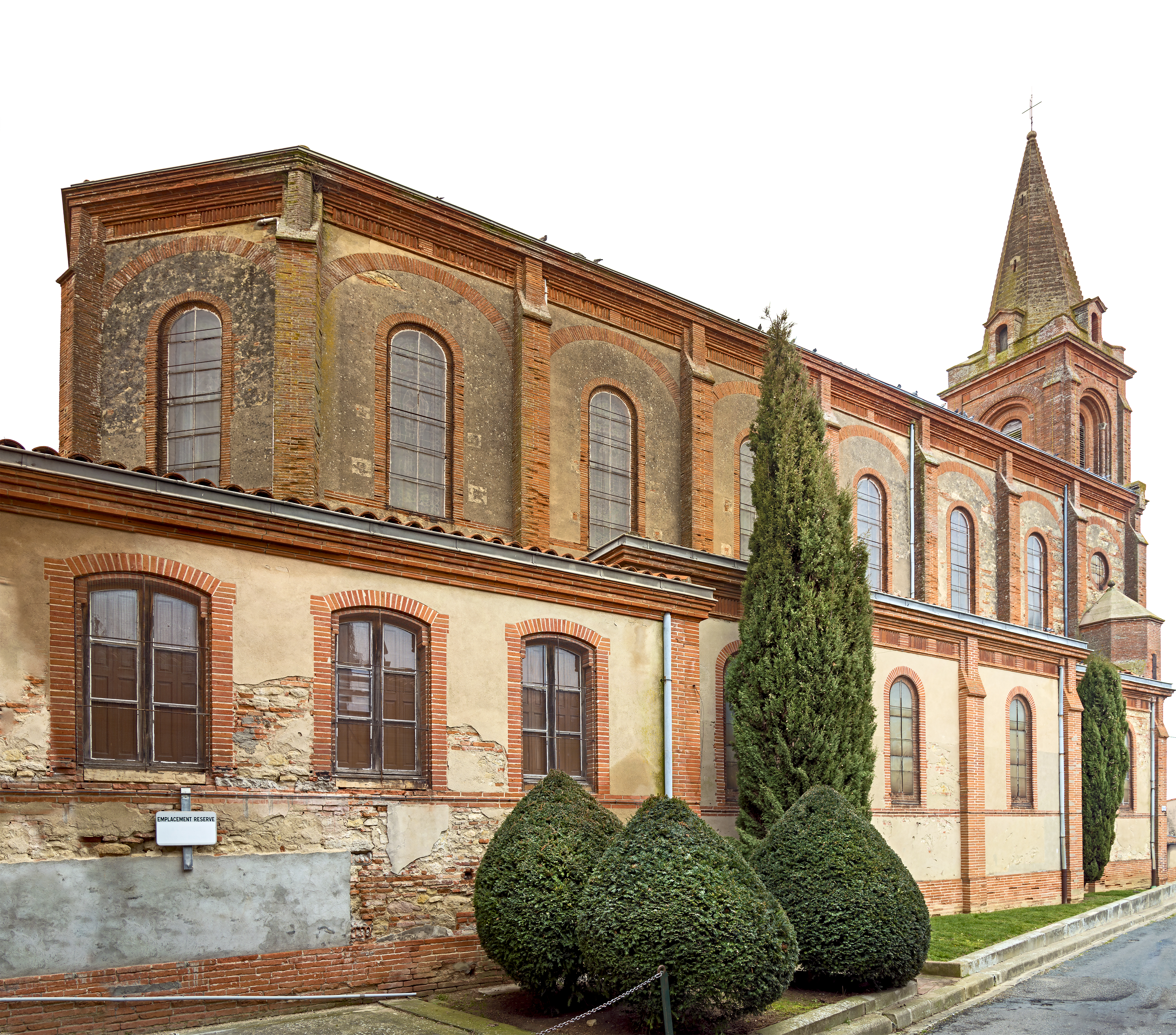
Giáo hội Saint-Pierre
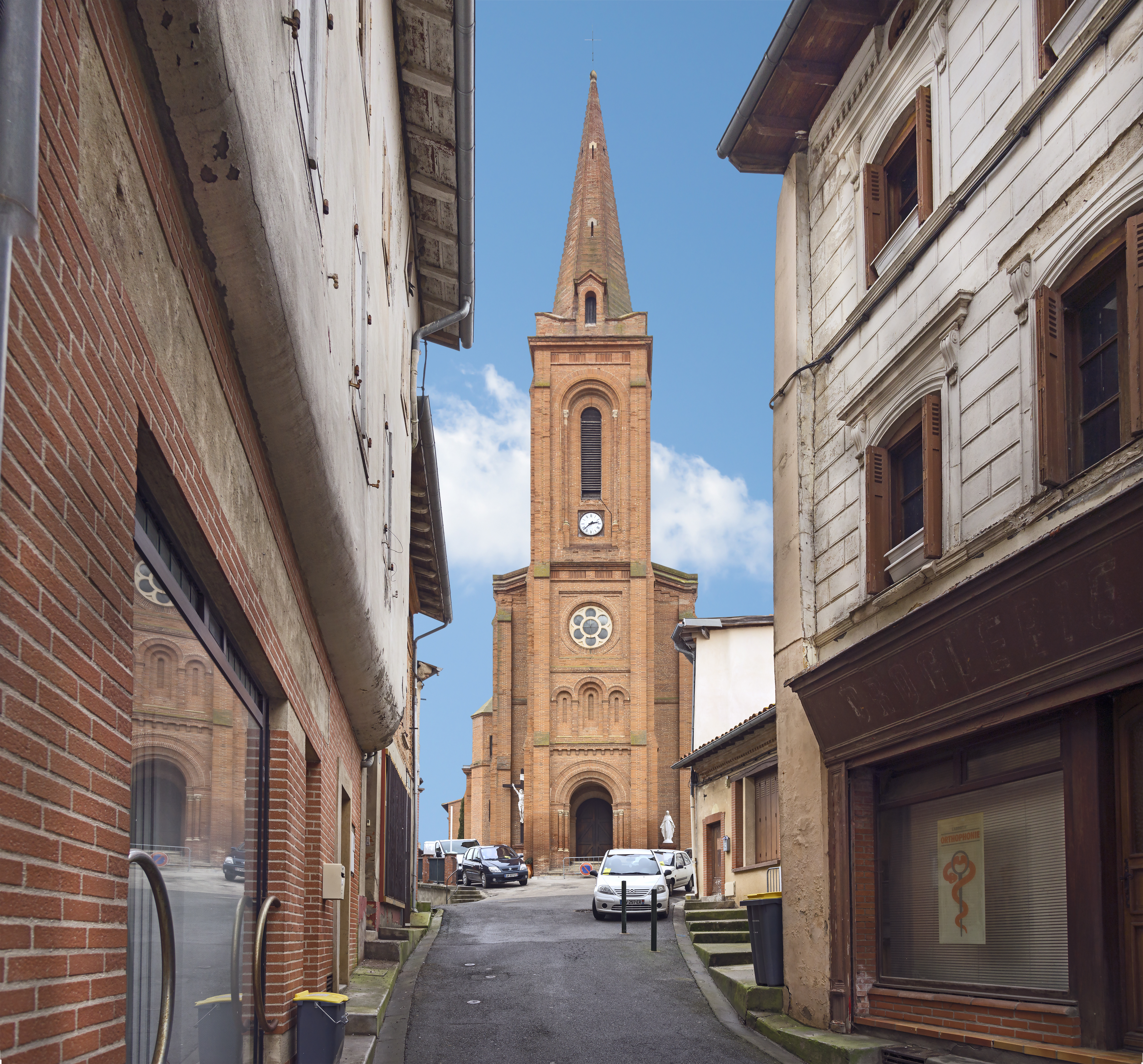
Các tháp chuông.
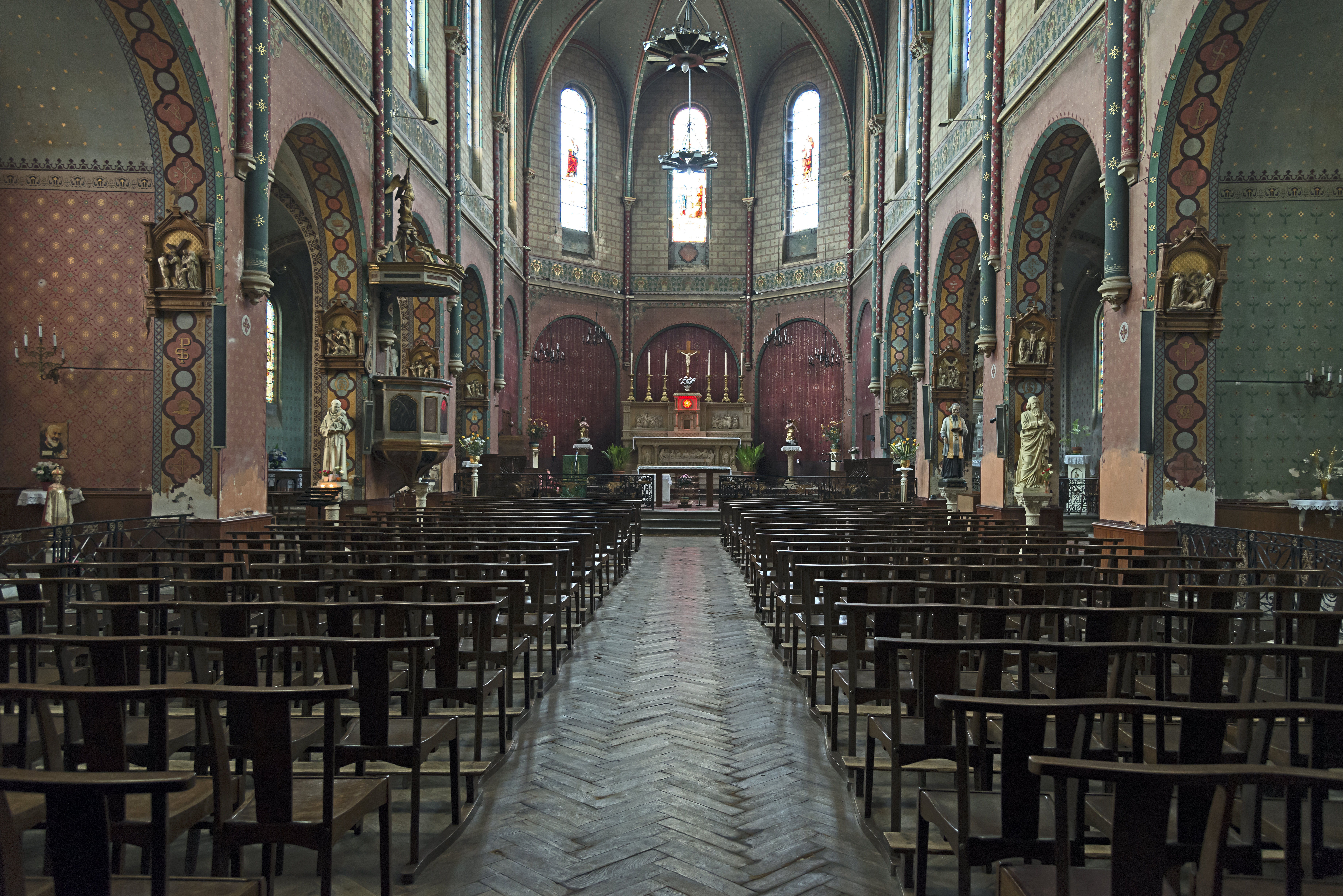
Các Nave.
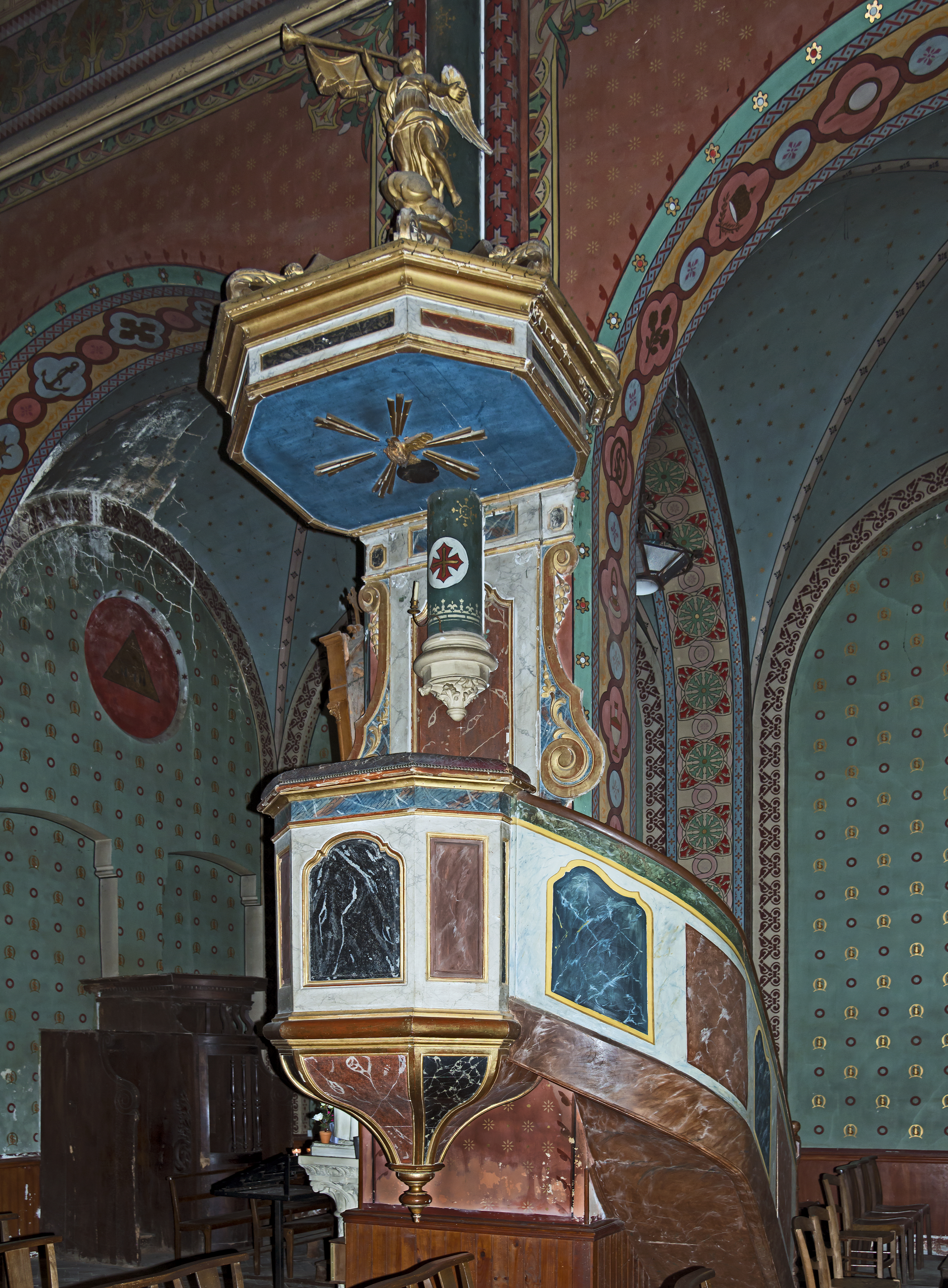
Bục giảng.